# Мали шеф: Породични бизнис
Мали шеф: Породични бизнис (енгл. The Boss Baby: Family Business) амерички је рачунарски-анимирани хумористички филм из 2021. године слабо темељен на сликовници Мали шеф из 2010. и њеном наставку Мали шефији из 2010. Марле Фрејзи, продуцента DreamWorks Animation-а и дистрибутера Universal Pictures-а. Други је наставак у франшизи Мали шеф и наставак филма из 2017. године, филм је режирао Том Макграт, из сценарија Мајкла Макалерса са причом Макграта и Макалерса, и гласове позајмљују Алек Болдвин, Џејмс Марсден, Ејми Седарис, Аријана Гринблат, Џеф Голдблум, Ева Лонгорија, Џими Кимел и Лиса Кудроу. Радња прати сада одраслу браћу Темплтон (Болдвин и Марсден) који се поново окупљају након што је нови Мали шеф (Седарис) затражио њихову помоћ да спречи професора (Голдблум) да избрише детињства широм света.
Филм је биоскопски издат 2. јула 2021. године у Сједињеним Државама у традиционалним и одабраним локацијама RealD 3D-а и Dolby Cinema-е, дистрибутера Universal Pictures-а; такође је стримован 60 дана на плаћеним нивоима Peacock-а. Филм је издат 9. септембра 2021. године у Србији, дистрибутера Taramount Film-а. Српску синхронизацију је радио студио Moby. Филм је зарадио преко 100 милиона долара широм света, а критичари Rotten Tomatoes-а су га консензусом назвали „безболним скретањем за децу”.

## Радња
Браћа Темплетон—Тим и његов мали шеф Тед постали су одрасли и удаљили се један од другог. Тим је сада ожењен отац који је углавном код куће. Тед је извршни директор хеџ фонда. Али нова мала шефица са најсавременијим приступом и способним ставом ће их поново окупити и инспирисати нови породични посао. Тим и његова супруга Карол, која издржава породицу, живе у предграђу са својом супер паметном седмогодишњом ћерком Табитом и преслатком новом бебом Тином. Табита, најбоља у разреду у престижној школи, обожава свог ујака Теда и жели да постане попут њега, али Тим, и даље у контакту са својом преактивном младалачком маштом, брине да превише ради и да јој недостаје нормално детињство. Када беба Тина открије да је—та-да!—тајни агент BabyCorp-а на мисији да открије мрачне тајне Табитине школе и њеног мистериозног оснивача, др. Ервина Армстронга, поново ће окупити браћу Темплетон на неочекиван начин, наводећи их да поново процене значење породице и открију шта је заиста важно.

## Улоге
| Улога            | Оригинални глас  | Српски глас              |
| ---------------- | ---------------- | ------------------------ |
| Тед Темплтон Јр. | Алек Болдвин     | Срђан Тимаров            |
| Тим Темплтон     | Џејмс Марсден    | Милан Антонић            |
| Тина Темплтон    | Ејми Седарис     | Снежана Јеремић Нешковић |
| Табита Темплтон  | Аријана Гринблат | Анђела Џаферовић         |
| Ервин Армстронг  | Џеф Голдблум     | Никола Вујовић           |
| Керол Темплтон   | Ева Лонгорија    | Снежана Јеремић Нешковић |
| Тед Темплтон Ср. | Џими Кимел       | Марко Марковић           |
| Џенис Темплтон   | Лиса Кудроу      | Ивана Кнежевић           |
| Визи             | Џејмс Макграт    | Бранислав Платиша        |